# Aj-ju pu cu o
Az Aj-ju pu cu o (ǎi you, bú cuò ou ) (kínaiul: 哎呦，不錯哦) Jay Chou tizenharmadik nagylemeze, mely 2014. december 26-án jelent meg. Az album különleges USB-verzióban is megjelent, az USB formáját Chou alakjáról mintázták.

## Számlista
| 1.  | 陽明山 (Jangming san (Yáng Míng Shān)                                          | Vincent Fang                                                                  | Jay Chou | 02:32 |
| 2.  | 竊愛 (Csie aj (Qiè Ài)                                                         | Huang Csün-lang (Huang Jun-Lang )                                             | Jay Chou | 03:24 |
| 3.  | 算什麼男人 (Szuan senmö nanzsen (Suàn Shén Me Nán Rén)                         | Jay Chou                                                                      | Jay Chou | 04:48 |
| 4.  | 天涯過客 (Tien ja kuo ko (Tiān Yá Guò Kè)                                      | Vincent Fang                                                                  | Jay Chou | 04:13 |
| 5.  | 怎麼了 (feat. 袁詠琳) (Cen mö lö (Zěn Me Le) feat. Cindy Yen)                  | Vincent Fang                                                                  | Jay Chou | 03:52 |
| 6.  | 一口氣全唸對 (Ji kou csi csüan nien tuj (Yì Kǒu Qì Quán Niàn Duì)              | Vincent Fang                                                                  | Jay Chou | 02:38 |
| 7.  | 我要夏天 (Vo jai hsziatien (Wǒ Yào Xià Tiān); feat. Gary Yang)                 | Jay Chou                                                                      | Jay Chou | 03:39 |
| 8.  | 手寫的從前 (Sou hszie tö cung csien (Shǒu Xiě De Cóng Qián)                    | Vincent Fang                                                                  | Jay Chou | 04:57 |
| 9.  | 鞋子特大號 (Hszie ce tö ta hao (Xié Zi Tè Dà Hào)                              | Vincent Fang                                                                  | Jay Chou | 03:41 |
| 10. | 聽爸爸的話 (Ting papa tö hua (Tīng Bà Ba De Huà)                               | Jay Chou                                                                      | Jay Chou | 04:23 |
| 11. | 美人魚 (Mej zsen jü (Měi Rén Yú)                                               | Luo Jü-hszüan (Luo Yu-Xuan) (羅宇軒), Huang Csie-hszi (Huang Jie-Xi) (黃婕熙) | Jay Chou | 03:39 |
| 12. | 聽見下雨的聲音 (Ting csien hszia jü tö sengjin (Tīng Jiàn Xià Yǔ Dè Shēng Yīn) | Vincent Fang                                                                  | Jay Chou | 04:39 |